# Conesa (Tarragona)
Conesa ist eine Gemeinde (Municipio) mit 113 Einwohnern (Stand: 2024) im Südosten Kataloniens in Spanien. Die Gemeinde gehört zur Comarca Conca de Barberà. Zur Gemeinde gehört die Wüstung Sabella de l’Abadiat.

## Lage
Conesa liegt 35 Kilometer nördlich von Tarragona in einer durchschnittlichen Höhe von ca. 705 m. 

## Bevölkerungsentwicklung
| Jahr      | 1970 | 1981 | 1991 | 2001 | 2011 | 2021 |
| Einwohner | 176  | 142  | 121  | 116  | 129  | 106  |

## Sehenswürdigkeiten

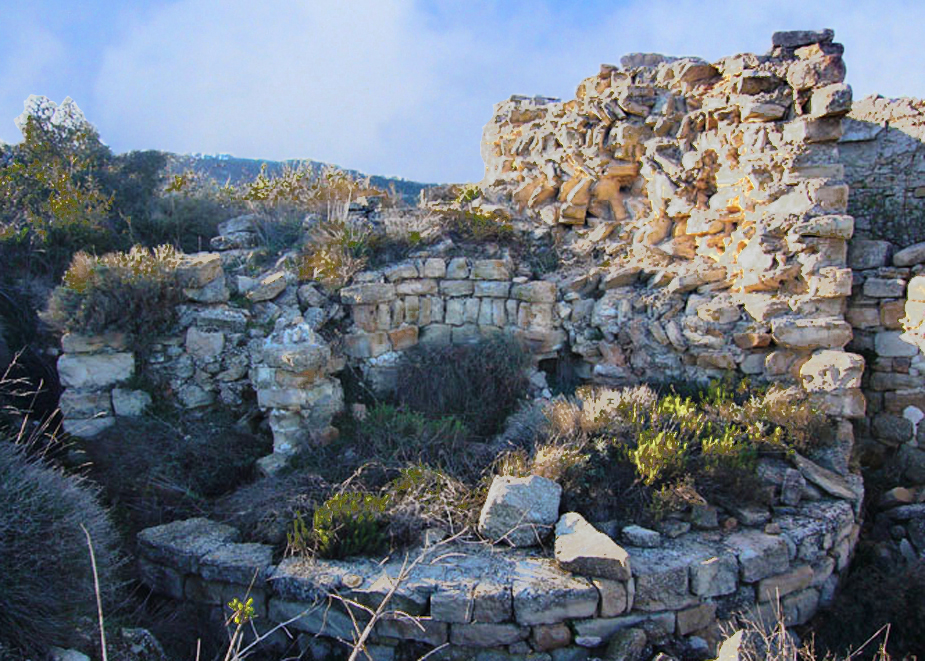
Burganlage von Torlanda
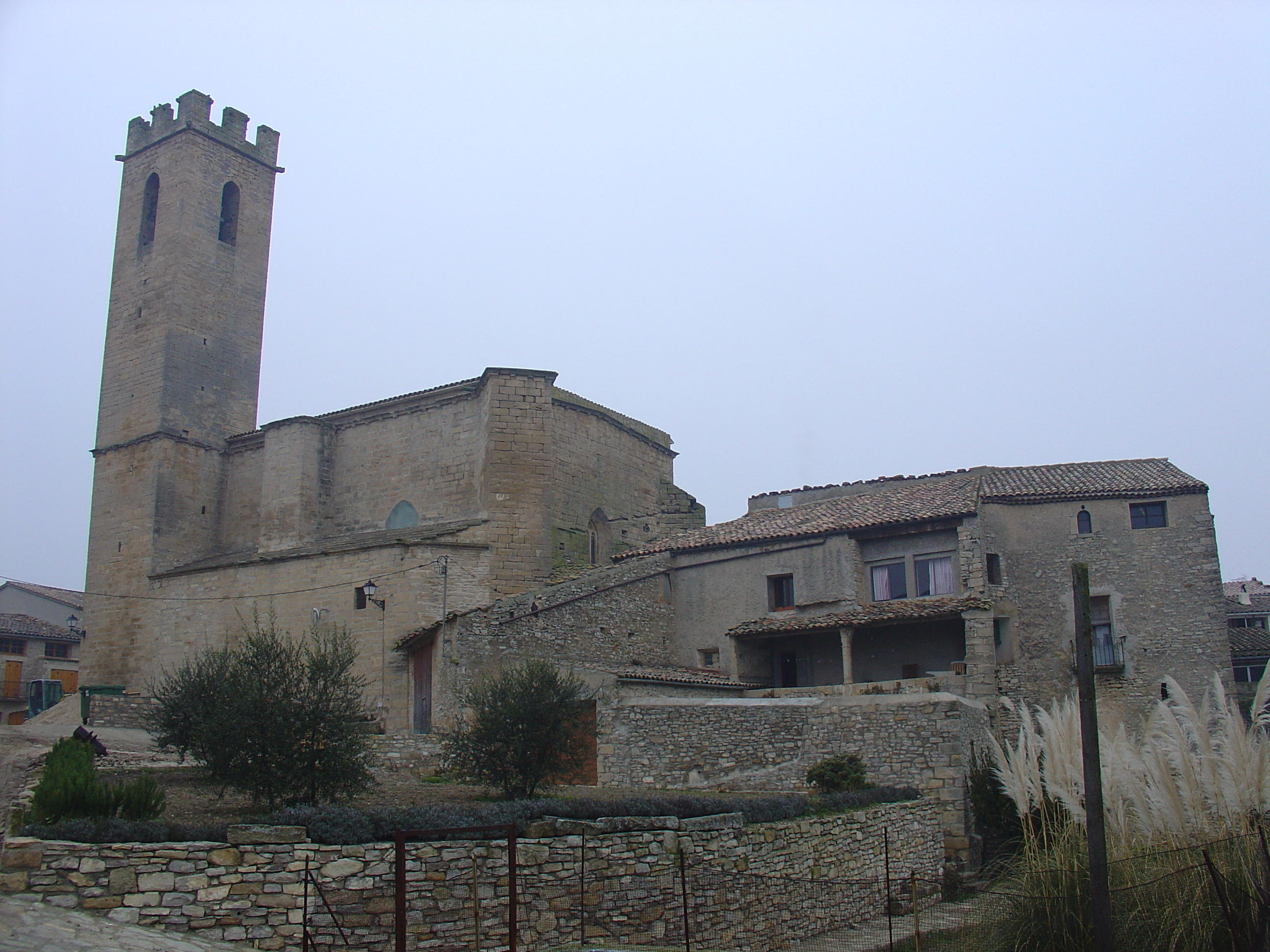
Marienkirche
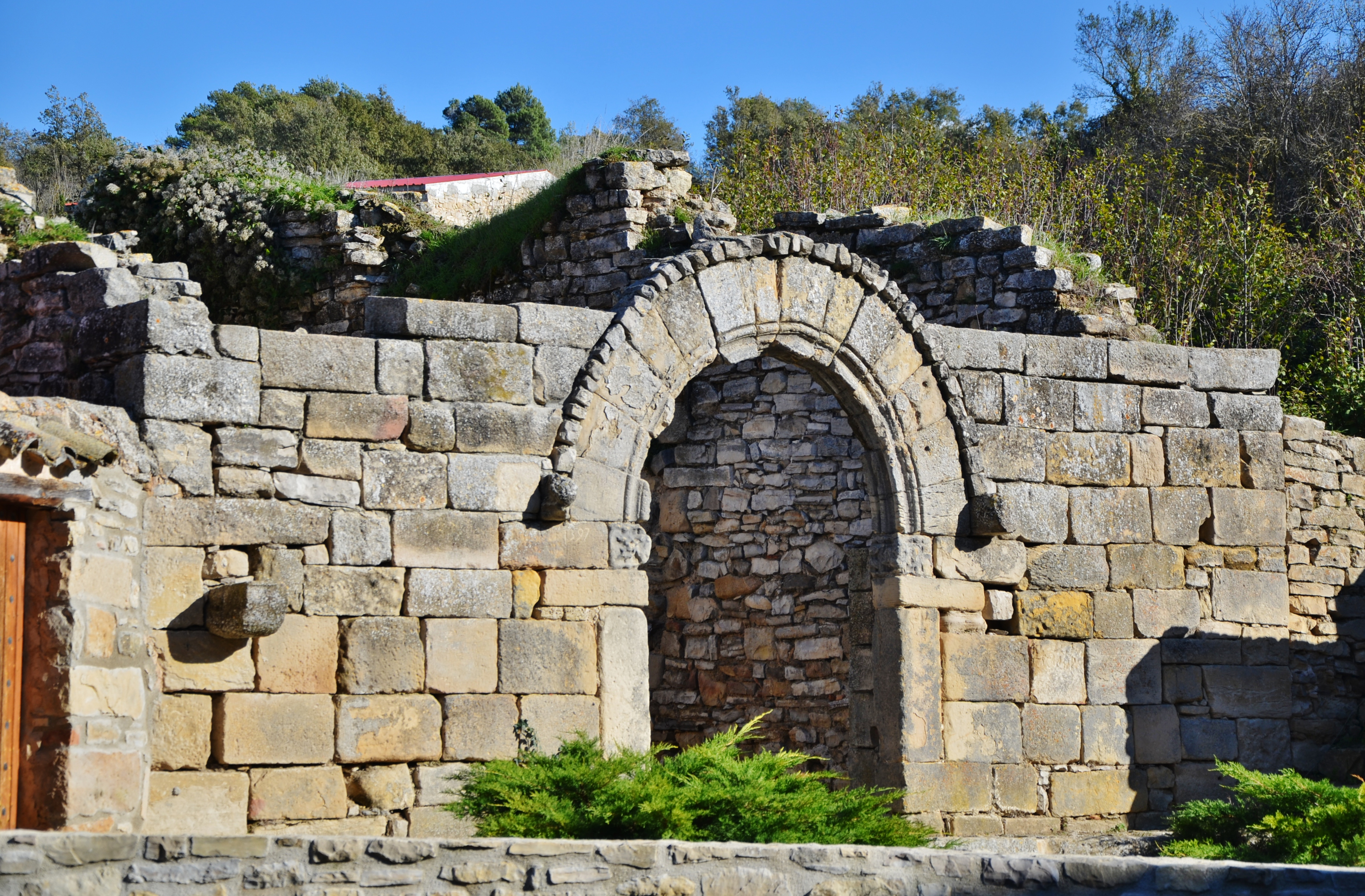
Ruine der Antoniuskirche
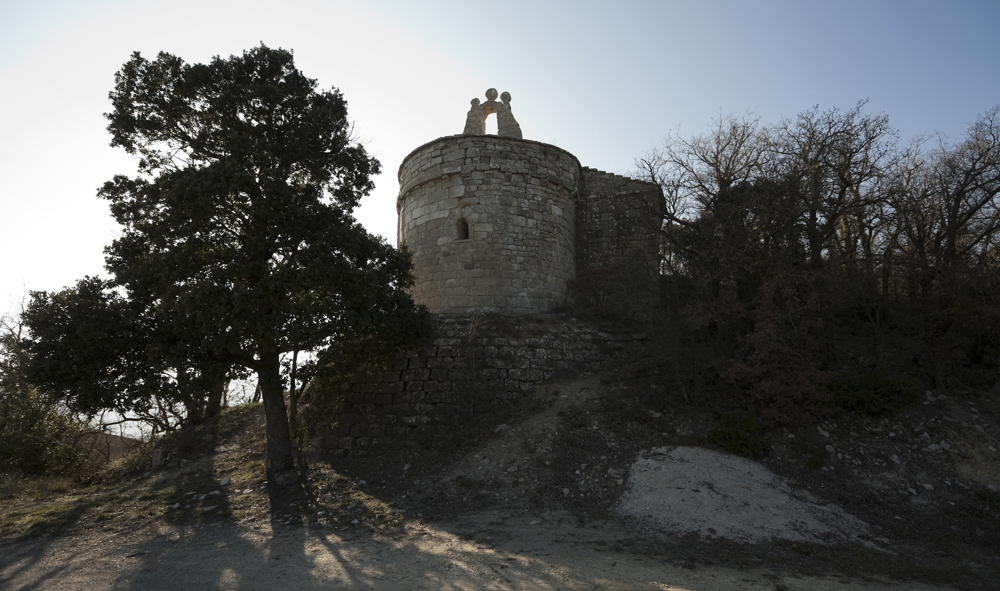
Peterskapelle

- Burganlage von Torlanda
- Marienkirche
- Ruine der Antoniuskirche
- Peterskapelle